# Mori Shunsuke (1984)
Shunsuke Mori (sinh ngày 29 tháng 4 năm 1984) là một cầu thủ bóng đá người Nhật Bản.

## Sự nghiệp câu lạc bộ
Shunsuke Mori đã từng chơi cho Yokohama FC, AKK AP và Zweigen Kanazawa.